# Friesland: Krabbenkrieg
Krabbenkrieg ist ein deutscher Fernsehfilm von Markus Sehr aus dem Jahr 2017. Es handelt sich um die fünfte Folge der Fernsehreihe Friesland.

## Handlung
Arne Terjehusen, ein gewalttätiger Ex-Mitschüler Jens Jensens, kehrt nach einer mehrjährigen Haftstrafe nach Leer zurück und bricht in die Apotheke von Insa Scherzinger ein. Jensen überrascht ihn und es kommt zum Kampf, in dem Terjehusen, im Begriff, Jensen zu erstechen, von Süher Özlügül in Nothilfe erschossen wird, die ihrem Kollegen gefolgt war.
Die Suche nach Terjehusens Einbruchmotiv führt zur Spedition Heulinger Meeresfrucht, die regelmäßig Krabben zum Puhlen nach Nordafrika fährt. In einem der Krabbenbottiche finden Özlügül und Jensen die Leiche von Inhaber Klaus Heulinger auf. Da er mit seiner untreuen Ehefrau Jessica heftigen Streit hatte, vermutet Brockhorst, sie habe ihren Mann getötet, weil der ihr nicht den versprochenen Traum vom eigenen Restaurant erfüllt hat. Doch Heulinger hatte außer ihr noch etliche Feinde, da er in der Region das Monopol auf den Krabbenankauf besaß und die Fischer an den Rand des Ruins gedrängt hat. Oliver Gerdes, ein bei Heulinger angestellter Fahrer, wollte sich mit seinem Cousin, dem Pharmazievertreter Thomas Däger, selbständig machen und hatte den Fischern ein Alternativangebot unterbreitet. Möglicherweise wollten die beiden ihren Konkurrenten aus dem Weg räumen. Als Süher Özlügül versucht, einen Zusammenhang zum Apothekeneinbruch herzustellen, findet sie heraus, dass Terjehusen vor seinem Gefängnisaufenthalt bei Heulinger gearbeitet hat.
Heulinger hatte vor seinem Tod 250.000 Euro Bargeld von seinem Konto abgehoben. Einer der Scheine wird von Luke, einem Kumpel Terjehusens, an einer Tankstelle ausgegeben. Der Polizei erklärt Luke, er habe das Geld von Krabbenfischer Ludwig Ortgiesen für eine kleine Dienstleistung bekommen. Ortgiesen seinerseits erklärt, dass er von Heulinger Bestechungsgeld angenommen hat, um für die Vertragsverlängerung mit Heulinger zu stimmen. Die Summe scheint Jensen und Özlügül jedoch zu hoch zu sein. Sie durchsuchen einen heimkehrenden Heulinger-LKW und finden eine Ladung Krebsmedikamente, die, wie Scherzinger herausfindet, gefälscht und wirkungslos sind.
Parallel stößt auch Kommissar Brockhorst bei seinen Ermittlungen auf Dägers illegalen Medikamentenhandel. Als Jensen und Özlügül diesen festnehmen wollen, finden sie ihn tot im Kofferraum seines Wagens. Das macht Krabbenfischer Harke Mensen zum Hauptverdächtigen, dessen Sohn Dirk kürzlich an Krebs verstorben ist und schon zu Lebzeiten herauszufinden versuchte, wieso die Medikamente bei ihm nicht anschlugen. Doch nicht Harke ist der unbekannte Rächer, sondern Dirks bester Freund Jonas Ricklefs bestraft alle, die seiner Ansicht nach an Dirks Tod schuldig sind. Jensen und Özlügül können ihn gerade noch davon abhalten, auch Insa Scherzinger zu töten, die die Medikamente an Dirk verkauft hat, allerdings ohne zu wissen, dass sie unwirksam waren.
Der Grund für Terjehusens Einbruch war die Suche nach Beweisen für Heulingers illegalen Handel mit Fake-Medikamenten. Von diesen Geschäften hatte er bei seiner Arbeit in der Spedition erfahren.

## Rezeption

### Einschaltquoten
Die Erstausstrahlung am 15. April 2017 erreichte sechs Millionen Zuschauer, was einem Marktanteil von 20 % entspricht. Von den 14- bis 49-jährigen Zuschauern schalteten 1,2 Millionen ein, was einen Marktanteil von 13,1 % entspricht.

### Kritiken
Volker Bergmeister zieht auf tittelbach.tv folgendes Urteil zu dieser Folge: „Von Kiffern und Krabben: Die Mischung zwischen Spaß und Spannung stimmt beim ZDF-Samstagskrimi ‚Friesland – Krabbenkrieg‘, der fünften Episode der bei den Zuschauern äußerst beliebten Reihe. Die Ermittler haben Witz, die Story ist ansprechend verwirrend entwickelt und wird überraschend aufgelöst. Die Dialoge sind meist knackig & trocken und Regisseur Sehr gelingt es, die Landschaft stimmig in die Inszenierung einzubeziehen.“
Bei nwzonline.de kam man zu dem Urteil: „Der Krimi, der oft skurril-witzig daherkommt, besticht vor allem durch seine Kameraführung. Der Film nutzt auch die ostfriesische Landschaft, um Stimmung zu erzeugen.“
Die Frankfurter Neue Presse wertete: „Der Vorgänger ‚Irrfeuer‘ […] war ein Volltreffer. Ganz mithalten kann die neue Folge leider nicht.“
Sidney Schering bei Quotenmeter.de bemerkte: „Während die Kameraarbeit Andreas Köhlers den überdurchschnittlich ausgereiften Stil der Reihe am aufrecht erhält, wird der zentrale Kriminalfall sehr schwerfällig auseinander gepuhlt.“ Das Drehbuch überzeuge weniger, denn die den Krimifall „entsprechenden Erklärungen wiederholen sich, sind zumeist sehr spröde geschrieben und oft unmotiviert vorgetragen – und auch die Täter- sowie Motivsuche erfolgt in einem vergleichbar lustlosen, unattraktiven Duktus.“

## Running Gag
Als Running Gag ist in einer Hafen- oder Wasserszene jeder Folge, meist in einer Dialogpause, dasselbe kurze Delfingeräusch off camera im Hintergrund hörbar. In Krabbenkrieg erklingt es nach 58:50 Minuten.